# سوبر ماريو كارت
سوبر ماريو كارت (بالإنجليزية: Super Mario Kart)‏ (باليابانية: スーパーマリオカート)، هي لعبة فيديو إلكترونية من نوع سباقات السيارات، وهي الإصدار الأول من سلسلة ماريو كارت لأنظمة نينتندو، أول لعبة نزلت في السوق تعمل لنظام سوبر نينتندو إنترتينمنت سيستم سنة 1992م.   

## وصلات خارجية
- سوبر ماريو كارت على موقع IMDb (الإنجليزية)

- الموقع الرسمي باليابانية
- موقع عن الدرجات العليا للاعبين